# Malvina Garrone Ronchi Della Rocca
Malvina Garrone Ronchi Della Rocca (Bra, 26 maggio 1922 – Torino, 30 giugno 2016) è stata una partigiana italiana.

## Biografia
Suo padre Costanzo, antifascista, fu uno dei soci fondatori della Società dei Contadini di Bra. Malvina frequentò il liceo classico Govone di Alba, dove fu compagna di classe di Beppe Fenoglio. Suoi insegnanti furono Pietro Chiodi e Leonardo Cocito, antifascisti langaroli. Dopo gli studi liceali si iscrisse alla Facoltà di Lettere, a Torino.

### La resistenza
La madre Maria Graglia, nel 1943, riuscì a far fuggire alcuni militari italiani da un treno destinato a un campo di concentramento e lei, a 21 anni, decise di entrare nella Resistenza. Nella primavera del 1944 conobbe Icilio Ronchi Della Rocca, comandante partigiano nella zona di Bra e iniziò l'attività di staffetta partigiana con il nome di battaglia di Sonia. 
Assicurò i contatti tra le formazioni partigiane e le sezioni di Bra e Torino del CLN. Collaborò nel controllo dei movimenti dei militari della Repubblica Sociale Italiana e della Wehrmacht e mantenne efficienti le linee di comando territoriali. Sonia fu in quegli anni un'importante figura di comunicazione per i combattenti della XII Divisione Bra. Venne individuata, ma fu messa in allarme dal parroco di San Rocco di Bra nel Natale del 1944, scampò all'arresto e si rifugiò sotto falso nome in un istituto di suore di via della Consolata a Torino e in un secondo tempo nel castello dei Thaon di Revel a Ternavasso. In questa operazione ebbe una parte importante monsignor Pellegrino, futuro arcivescovo di Torino. Venne così accolta, senza che si sapesse nulla di lei, nella casa di Paolo Thaon di Revel, ex ministro delle finanze di Benito Mussolini, come insegnante delle sue tre figlie. 
All'alba del 26 aprile 1945, il giorno della liberazione di Bra, rientrò nella città dove era nata e, il 30 marzo 1946, sposò il suo ex comandante partigiano, Icilio Ronchi Della Rocca.

### Il dopoguerra
Si laureò nel 1946 e divenne insegnante di lettere. Si trasferì con la famiglia a Torino nel 1953 dove contribuì a mantenere vivo il ricordo della Resistenza trasmettendo l'esperienza delle vicende della sua giovinezza. Quando rimase vedova, nel 1980, assieme a Vanna Ariolfo, curò la ristampa di Ricordi di un partigiano del marito Ronchi Della Rocca, che uscì nel 2009 per l'editore Angeli.
Malvina e Icilio ebbero tre figlie, Simonetta, Daniela e Barbara. Dopo la sua morte, avvenuta il 30 luglio 2016, riposa nella tomba di famiglia nel cimitero di Bra.

## Riconoscimenti
Il 16 giugno 2012 la città di Bra le consegnò la cittadinanza onoraria.